# Ammothea clausi
Ammothea clausi är en havsspindelart som beskrevs av Pfeffer, G. 1889. Ammothea clausi ingår i släktet Ammothea och familjen Ammotheidae. Inga underarter finns listade i Catalogue of Life.